# Tantilla brevicauda
Tantilla brevicauda este o specie de șerpi din genul Tantilla, familia Colubridae, descrisă de Mertens în anul 1952.
Este endemică în El Salvador. Conform Catalogue of Life specia Tantilla brevicauda nu are subspecii cunoscute.